# R62 (carrozza)
Le R62 sono una serie di 325 carrozze della metropolitana di New York operanti nella divisione A e realizzate dalla Kawasaki Heavy Industries tra il 1983 e il 1985 nel suo stabilimento di Kōbe, in Giappone.
Le R62 furono le prime vetture ad essere ordinate per la divisione A in 20 anni e anche le prime carrozze in acciaio inossidabile della divisione A. Rimarranno in servizio fino al 2026, quando saranno rimpiazzate dalle R262.

## Utilizzo
Secondo i dati di aprile 2020, 260 carrozze R46, l'equivalente di 26 treni, sono assegnate alla linea 3. I depositi assegnati alle carrozze sono quelli di Livonia (305 carrozze) e 240th Street (10 carrozze).